# Fabio Biondi (patriarca)
Fabio Biondi (Montalto, 1533 — Roma, 6 de dezembro de 1618) foi um prelado da Igreja Católica urbinato, Patriarca Latino de Jerusalém e que serviu como coletor apostólico em Portugal.

## Biografia
Nascido em Montalto, nas Marcas, então Ducado de Urbino, em 1533, no seio de uma família "antiga e civil", intimamente ligada pelo parentesco e pela amizade com a família dos Peretti, da qual viria o Papa Sisto V e o influente cardeal Alessandro Peretti. Esses laços familiares estiveram na origem da carreira eclesiástica de Biondi, modesta, mas financeiramente afortunada.
Após seus estudos jurídicos, passou vários anos a serviço dos cardeais Pier Francesco e Guido Luca Ferrero, como secretário e conselheiro. Em 1585 ele foi designado para a nunciatura de Veneza, empregado pelo bispo de Cervia Lorenzo Campeggi, quando Felice Peretti foi eleito para o pontificado com o nome de Sisto V, que o chamou a Roma, para ser o preceptor de seu sobrinho Alessandro. Em 8 de janeiro de 1588, foi recompensado pelos seus serviços com o título de Patriarca Latino de Jerusalém. Recebeu a ordenação episcopal das mãos de Scipione Gonzaga, Patriarca-emérito de Jerusalém, auxiliado por Giovanni Battista Albano, Patriarca Latino de Alexandria e por Girolamo Bevilacqua, O.F.M., arcebispo-titular de Nazaré em Barletta. Provavelmente o mesmo pontífice também concedeu os benefícios conspícuos no Piemonte, uma abadia dotada de uma renda anual de 1.000 escudos e uma reitoria em Vercelli.
Em 1 de outubro de 1592, foi nomeado pelo Papa Clemente VIII como Coletor apostólico em Portugal. A partir de agosto de 1593, ele também assumiu a função de vice-legado, o que aumentou consideravelmente a importância de suas atribuições, em uma sede diplomática que ora se tornara secundária, por conta da União Ibérica, mas ainda significativa, pelo menos pelo intenso tráfego comercial que dela fazia parte.
De fato, conforme suas correspondências de Lisboa, ao qual achava um excelente local, também para as suas funções de coletor, inclusive mandando informações detalhadas sobre a atividade mercantil da cidade e do seu porto. Do ponto de vista religioso, declarou-se plenamente satisfeito: em uma carta sua de 1 de junho de 1593, ele tranquilizou a Cúria sobre a imunidade substancial daquela população de qualquer influência herética, apesar do fluxo contínuo de mercadores e marinheiros estrangeiros; o ofício da Inquisição, ele especificou, não tinha "nada a ver em nome das heresias, exceto em algum judaísmo desses christiani novi". Quanto ao clero, seja ele secular ou regular, vivia "com muita reforma". Para Lisboa se dirigiu uma grande quantidade de refugiados católicos, em especial da Irlanda, assim escreveu ao cardeal Pietro Aldobrandini em 17 de julho de 1593, pedindo que a Cúria lhes subsidiasse em Lisboa o estabelecimento de um colégio semelhante ao inglês em Roma. Outro pedido que levou muito a sério durante a sua estada em Portugal, e novamente depois de seu retorno a Roma, foi o da instituição de uma diocese no reino cristão do Congo. Em 1594 o embaixador do rei Álvaro II, António Vieira, investiu-o desta questão, e Biondi foi encarregado por Roma de conduzir a investigação sobre a situação política e religiosa do reino e sobre as qualidades pessoais do bispo proposto pelo soberano congolês.
No entanto, as verdadeiras dificuldades da missão de Biondi surgiram no terreno das relações jurisdicionais com as autoridades portuguesas: a delimitação entre a esfera laica e a esfera eclesiástica estava longe de ser definida e as exigências dos ministros portugueses aumentavam constantemente. Biondi se queixou muito disso em Roma, em uma carta de setembro de 1593. O conflito jurisdicional mais flagrante ocorreu em 1595, quando Cristóvão de Moura se opôs às disposições de Biondi quanto à tradução portuguesa da bula In coena Domini; a insistência e os protestos do deputado delegado foram em vão, refletindo a intransigência típica da diplomacia apostólica no clima de consolidação temporal e contra-reforma dominante em Roma naqueles anos.
As relações entre Biondi e as autoridades civis portuguesas sofreram assim uma deterioração progressiva, acentuada pelas acusações de abuso de poder, nomeadamente em matéria de concessão dos cânones, que se repetiram contra o vice-legado e que, apesar de suas fortes negativas, não deveriam ter ficado inteiramente sem fundamento, se ele pudesse voltar da missão com um patrimônio pessoal mais elevado. Enquanto continuava o seu mandato em Lisboa, quis visitar a sua sede patriarcal em Jerusalém e a viagem foi muito tranquila devido ao excelente acolhimento que lhe foi dado pelas autoridades turcas à disposição do sultão Maomé III, o Justo. Ele foi liberado de sua missão portuguesa em 15 de outubro de 1596.
Retornou a Roma, onde em 1602 o Papa Clemente VIII o nomeou mordomo e prefeito do palácio, cargos que ocupou até sua morte. Entre suas funções estava o de manter relações com os cristãos do Congo e ao seu zelo Álvaro II devia numerosos privilégios e concessões papais. Entre outras coisas, preparou a missão romana de Antônio Emanuel Nsaku Ne Vunda, que em janeiro de 1608 conversou com o Papa Paulo IV para conseguir uma maior autonomia da Igreja Católica no Congo, já que no reino não era permitido que congoleses se tornassem padres ou bispos, apenas brancos portugueses podiam realizar tais funções nas terras africanas do Congo (Atual Angola).
Faleceu em Roma em 6 de dezembro de 1618, deixando uma herança notável aos membros da família e à sua cidade de origem.